# Irénée de Sainte-Catherine
Pour les articles homonymes, voir Pierre Fichet (homonymie).
Irénée de Sainte-Catherine († 1672) est un carme français de la Réforme de Touraine, hagiographe de son Ordre, dans le cadre de l'Humanisme de la Contre-Réforme.

## Biographie

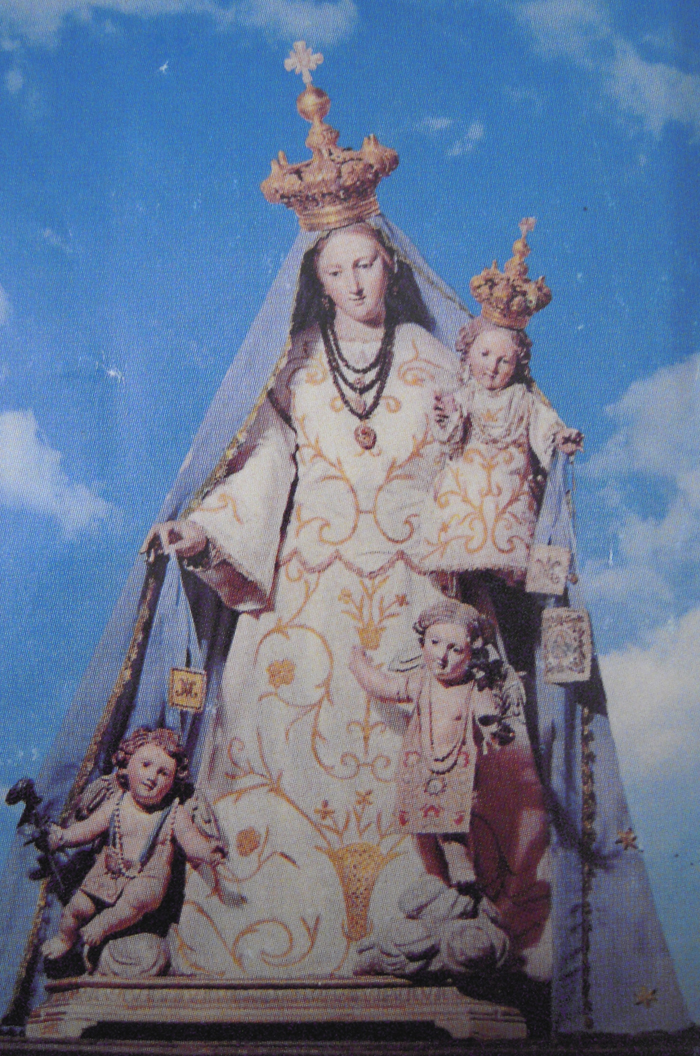
Notre-Dame du Mont-Carmel

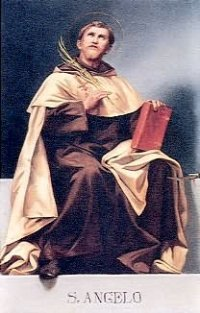
Saint Ange de Jérusalem.

Pierre Fichet est né à Blois (France), à une date inconnue. Entré à Rennes, chez les carmes de la Réforme de Touraine, il fait profession, le 10 mars 1619, sous le nom d'Irénée de Sainte-Catherine. En 1629, il se trouve chargé de la prédication dans le diocèse de Vannes. Dans les années 1650-1660, il publie quatre livres, avant de décéder à Orléans, le 14 octobre 1672.

## Postérité
S'inscrivant dans la tradition de son Ordre, Irénée de Sainte-Catherine a consacré deux ouvrages à la Vierge Marie : le premier présente la vie dévotionnelle et associative des confréries du scapulaire de Notre-Dame du Mont-Carmel, tandis que le second, sous un angle de vue plus large, cherche à justifier, au moyen de solides arguments théologiques, le culte des images, remis à l'honneur par la concile de Trente contre le protestantisme. Toujours dans une perspective dévotionnelle, Irénée s'intéresse également à la biographie de saints carmes du Moyen Âge : Ange de Jérusalem, dont la figure est liée à la reconnaissance de la Règle du Carmel, et Franco Lippi, ascète siennois du XIIIe siècle. Quelques années avant la reconnaissance officielle de ce dernier, Irénée traduit une Vita italienne, composée par le dominicain Gregorio Lombardelli, qui avait déjà été utilisée par un carme anonyme, du couvent réformé de Valencienne. La prise en considération d'un saint connu pour l'austérité de son existence marque bien l'intérêt porté à la stricte observance par la Réforme de Touraine, en France comme dans les Flandres. Cette sévère rectitude des mœurs ne s'accompagne toutefois d'aucun obscurantisme. Irénée s'inscrit même dans le mouvement de l'humanisme chrétien, qui fleurissait dans la première moitié du XVIIe siècle. En effet, avec sa Mithologia sacro-profana, il démontre sa profonde érudition en proposant une sorte de synthèse des cultures gréco-latine et judéo-chrétienne, sous la forme d'une anthologie reprenant des fables, des anecdotes, des réflexions et des figures empruntées à l'Antiquité.

### Œuvres
- La vie et miracles de Saint Ange de Jérusalem, martyr de l'Ordre des carmes, Paris, 1651.
- Vie du bienheureux Franc, Siennois, convers carme, Paris, 1651.
- Entretiens ou conférences d'un voyageur avec un habitant d'Angers, touchant le culte des saintes images et principalement de la Vierge, Angers, 1657.
- La beauté du Carmel, qui contient les privilèges, les indulgences et les devoirs de la Confrairie de Notre Dame du Mont-Carmel, chez Pierre Avril, Angers, 1663.
- Mithologia sacro-profana, seu Florilegium fabularum in classes et locos morales digestum locis, sententiis, historiis, tum profanis cum sacris ex puris fontibus Scripturae, La Flèche, 1666.

### Études
- J. Roux, « Irénée de Sainte-Catherine », Dictionnaire de spiritualité ascétique et mystique, Paris, Beauchesne, t. VII, 2me partie,‎ 1971, p. 1970.